# Bryum subclavatum
Bryum subclavatum là một loài rêu trong họ Bryaceae. Loài này được Thér. mô tả khoa học đầu tiên năm 1926.